# Charles-Eugène Breton
Pour les articles homonymes, voir Breton (homonymie).
Charles-Eugène Breton, né le 13 avril 1878 à Tours et mort le 6 avril 1968 en son domicile dans le 16e arrondissement de Paris, est un sculpteur français,.

## Biographie
Charles-Eugène Breton s'est notamment formé auprès de Denys Puech, Félix et Louis Barrias, Jules Coutan et Raoul Verlet et expose au Salon des artistes français dès 1899. Il y obtient en 1904 une médaille de 3e classe.

## Œuvres

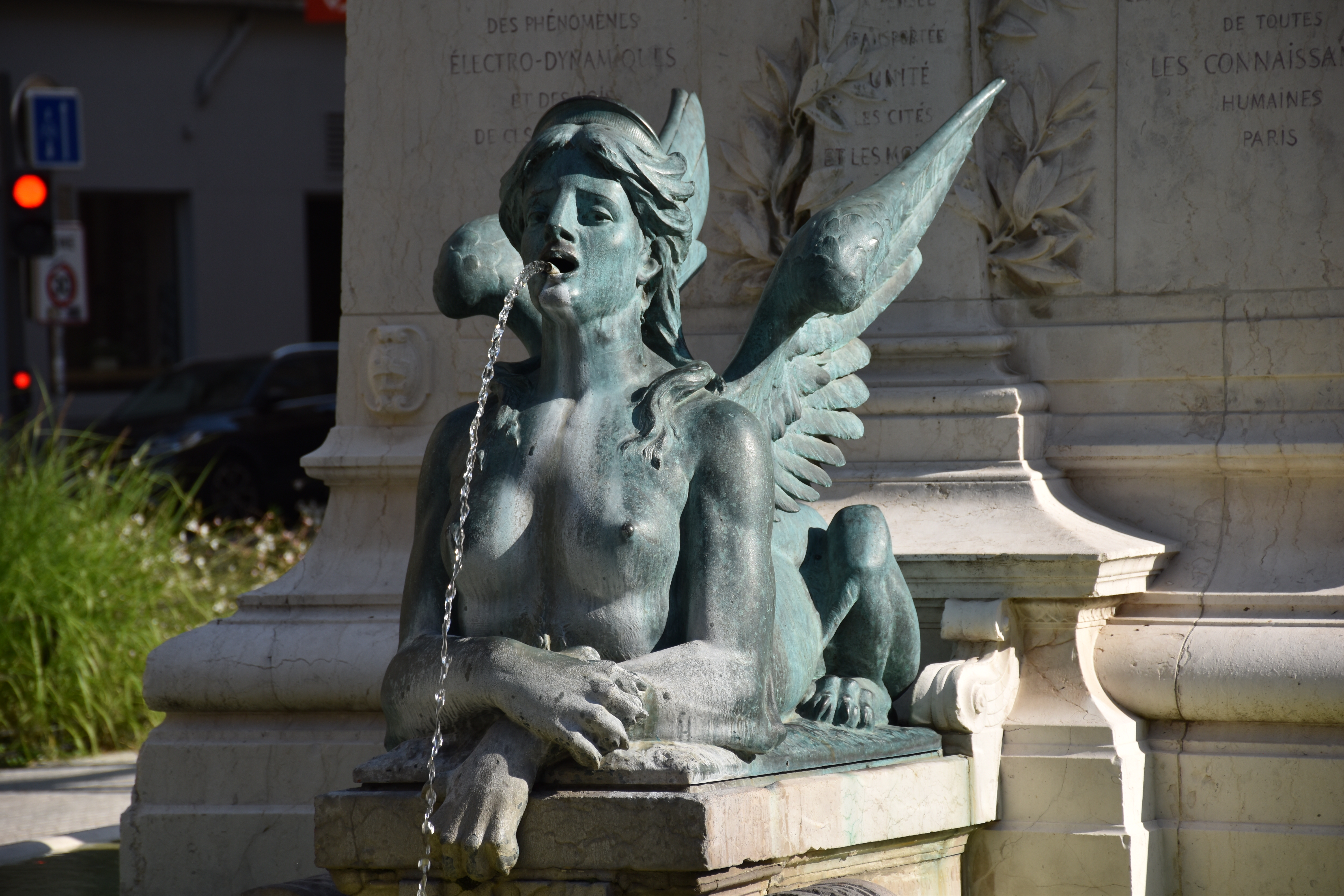
Sphinge, Monument à Ampère, Lyon place Ampère.

- Monument à Paul Soyer, 1906, Ecouen, jardins de l'Office de tourisme.
- Un médaillon en bronze sur le monument aux morts d'Ergué-Gabéric.
- Sphinge, Monument à Ampère, place Ampère, Lyon
- Monument aux soldats et travailleurs indochinois, vers 1921, cimetière de Salonique, Toulouse.